# Vittorio Grilli
Pour les articles homonymes, voir Grilli.
Vittorio Umberto Grilli, né le 19 mai 1957 à Milan, est un économiste, haut fonctionnaire et homme politique italien, ministre de l'Économie et des Finances dans le gouvernement Monti entre 2013 et 2014.

## Biographie

### Carrière privée
Professeur à l'université Yale entre 1986 et 1990, puis à l'université de Londres jusqu'en 1994, il intègre ensuite le ministère italien du Trésor, où il dirige les privatisations. En 2000, il intègre brièvement le Crédit suisse. Il devient, en 2002, directeur de la comptabilité générale de l'État du ministère de l'Économie et des Finances, avant d'être nommé, en 2005, directeur général du Trésor.

### Engagement politique
Le 28 novembre 2011, il est choisi comme vice-ministre par Mario Monti, président du Conseil des ministres et ministre de l'Économie et des Finances. Il lui succède à ce dernier poste le 11 juillet 2012. Le 28 avril 2013, il est remplacé au Ministère de l'Economie et des Finances par Fabrizio Saccomanni dans le Gouvernement Letta.